# Team RFR
Team RFR, vroeger bekend als KMP Racing, is een Russisch autosportteam dat in 2009 werd opgericht door Bruno Besson, dat deelnam aan de Formule Renault 3.5 Series.

## Geschiedenis

### 2009
In 2009 werkte de KMP Group, een Russisch reisbureau, samen met het Franse Formule Renault 3.5-team SG Formula onder de naam KMP Group/SG Formula. Het team maakte zijn debuut in het derde raceweekend in Monaco als vervanger van het Belgische team KTR. Anton Nebylitskiy was de eerste coureur van het team, terwijl de tweede auto werd gedeeld tussen Jules Bianchi, Edoardo Mortara en Guillaume Moreau. Moreau behaalde het beste resultaat voor het team met een derde plaats in de tweede race in Portimão. Het team eindigde als twaalfde in het kampioenschap met 19 punten.

### 2010
In 2010 schreven SG Formula en KMP Racing zich apart in voor de Formule Renault 3.5. KMP reed met Nebylitskiy en Víctor García als coureurs. Nebylitskiy behaalde de eerste podiumplaats van het team in de eerste race in Brno met een derde plaats. Het team eindigde als tiende in het kampioenschap met 35 punten.

### 2011
In 2011 reed KMP Racing met Nebylitskiy en Nelson Panciatici als coureurs. Nebylitskiy werd in de ronde op de Hungaroring vervangen door Michail Aljosjin omdat teambaas Besson dacht dat een meer ervaren coureur Panciatici dichter bij de top van het veld kon laten komen. Na één raceweekend stapte Nebylitskiy echter alweer in, in plaats van Aljosjin. Het team eindigde opnieuw als tiende in het kampioenschap met 81 punten.

### 2012
In 2012 veranderde KMP Racing haar naam naar Team RFR, wat staat voor Russia France Racing óf Russian Force Racing. Ook was bijna al het personeel nieuw bij het team. RFR reed met Aljosjin en Nebylitskiy als coureurs. Na de ronde op Silverstone werd Nebylitskiy vervangen door Aaro Vainio omdat hij niet de verwachte vooruitgang boekte. In de laatste race van het seizoen in Barcelona behaalde Aljosjin de eerste pole position van het team en eindigde de race als tweede, met Vainio op de derde plaats. Het team eindigde opnieuw als tiende in het kampioenschap met 73 punten.
Na het seizoen 2012 stopte KMP Racing met de Formule Renault 3.5.